# Benoît Faure
Benoît Faure (Saint-Marcellin-en-Forez, 11 gennaio 1899 – Saint-Vincent, 16 giugno 1980) è stato un ciclista su strada e pistard francese.
Professionista dal 1925 al 1951, vinse una tappa al Tour de France 1929.

## Carriera
Noto per aver corso fino ad una età estremamente avanzata, soprattutto per la sua epoca, era considerato un vero e proprio fenomeno di longevità sportiva vinse, da isolato, una tappa al Tour de France 1929 che concluse in quindicesima posizione; nell'edizione successiva della Grande Boucle, invece, raggiunse l'ottava posizione nella classifica generale, un risultato sorprendente anche considerato il fatto che correva come isolato e quindi senza l'aiuto di compagni di squadra.
Nella edizione del 1930, inoltre, il giornale L'Auto lo designo quale Milleur grimpeur du Tour, un premio non ufficiale che rappresentava una sorta di antesignano della Classifica scalatori che sarà istituita solo nel 1933.
Complessivamente Benoit Faure prese parte a sette edizioni del Tour de France ottenendo sempre prestazioni positive ad eccezione del Tour de France 1933 che non portò a termine per essere uscito fuori tempo massimo nel corso della seconda tappa.
Conquistò importanti successi sportivi soprattutto in Francia e per due volte fu invitato a partecipare al Grand Prix Wolber nel 1928 e nel 1929 ritirandosi, però, in entrambe le occasioni; nel 1935 vinse due tappe e la classifica degli scalatori al Tour de Suisse indossando la maglia di leader per due giorni e concludendo la prova al sesto posto generale.
Nel suo carnet di risultati figurano anche due medaglie ai Campionati francesi di ciclismo su strada, il bronzo nell'edizione del 1932 e l'argento nel 1943, quando aveva ormai superato i 43 anni di età, ed i podi nella Parigi-Nizza 1933 e nella Bordeaux-Parigi, massacrante corsa dietro derny, del 1936 e del 1937; nel 1929 fu ottavo alla Vuelta al País Vasco e nel 1936 decimo alla Parigi-Tours.
Ottenne il suo ultimo successo nel 1950 quando aveva ormai superato i cinquant'anni e continuò a correre, ottenendo risultati, anche l'anno successivo.
Era soprannominato La souris per via della piccola statura e la velocità di movimento.
Anche suo fratello Eugène Faure fu un ciclista professionista.

## Palmares
- 1927 (Individuale, tre vittorie)

Circuit du Forez
Circuit de l'Allier
Circuit de Roulière
- 1928 (Individuale, cinque vittorie)

Circuit de l'Allier
1ª tappa Tour du Sud-Ouest
2ª tappa Tour du Sud-Ouest
4ª tappa Tour du Sud-Ouest
5ª tappa Tour du Sud-Ouest
- 1929 (Individuale, quattro vittorie)

Grand Prix de Thizy
1ª tappa Grand Prix d'Aix les Bains (Aix-les-Bains	> Aix-les-Bains)
Classifica generale Grand Prix d'Aix les Bains
13ª tappa Tour de France (Cannes > Nizza)
- 1930 (Individuale, sette vittorie)

Lyon-Genève-Lyon
Circuit du Mont-Blanc
Vichy-Nevers-Vichy
1ª tappa Circuit du Bourbonnais
2ª tappa Circuit du Bourbonnais
3ª tappa Circuit du Bourbonnais
Classifica generale Circuit du Bourbonnais
- 1932 (France-Sport, una vittoria)

Parigi-Caen
- 1934 (Chemineau, due vittorie)

Bourg-Genève-Bourg
Tour de Corrèze
- 1935 (Tendil, due vittorie)

3ª tappa Tour de Suisse (Zurigo > Saint-Moritz)
6ª tappa Tour de Suisse (Berna > Olten)
- 1936 (Genial Lucifer, una vittoria)

Parigi-Nantes
- 1937 (Genial Lucifer, una vittoria)

Parigi-Angers
- 1939 (Genial Lucifer, due vittorie)

Marseille-Toulon-Marseille
Saint-Etienne-Lyon
- 1941 (Mercier, tre vittorie)

Critérium National (zona occupata)
Grand Prix de de l'Industria du cycle
Coupe Marcel Vergeat
- 1943 (Ray, due vittorie)

Valence-Annecy - Grand Prix du Petit-Dauphinois
Grand Prix Nice
- 1950 (Benoit Faure-Wolber, una vittoria)

Grand Prix de Gueugnon

### Altri successi
- 1929 (Individuale, due vittorie)

Classifica Isolati, Tour de France
Prix de Lyon (criterium)
- 1930 (Individuale, due vittorie)

Classifica Isolati Tour de France
Meilleur grimpeur du Tour Tour de France (non ufficiale)
- 1934 (Chemineau, una vittoria)

Grand Prix de Chateaurenard (criterium)
- 1935 (Tendil, due vittorie)

Classifica scalatori Tour de Suisse
Prix de Nyon (criterium)
- 1936 (Genial Lucifer, una vittoria)

Grand Prix de la ville d'Issoire (criterium)
- 1942 (Mercier, due vittorie)

Classifica scalatori Vichy-Limoges

## Piazzamenti

### Grandi Giri
- Tour de France

1926: 23º
1929: 15º
1930: 8º
1931: 13º
1932: 12º
1933: fuori tempo massimo (alla 2ª tappa)
1935: 12º